# Ferrovia Ingolstadt-Treuchtlingen
La ferrovia Ingolstadt-Treuchtlingen è una linea ferroviaria tedesca.

## Caratteristiche

### Percorso
| Unknown route-map component "ABZg+lr" |

| Station on track |

| Unknown route-map component "eABZgl" |

| Unknown route-map component "hKRZWae" |

| Station on track |

| Unknown route-map component "ABZgr" |

| Stop on track |

| Non-passenger station/depot on track |

| Station on track |

| Stop on track |

| Station on track |

| Stop on track |

| Station on track |

| Unknown route-map component "ABZgr" |

| Unknown route-map component "HSTeBHF" |

| Unknown route-map component "eABZgl" |

| Small bridge over water |

| Small bridge over water |

| Station on track |

| Small bridge over water |

| Small bridge over water |

| Stop on track |

| Small bridge over water |

| Small bridge over water |

| Unknown route-map component "ABZg+l" |

| Station on track |

| Unknown route-map component "ABZlr" |

### Esplicative
1. ↑  Abbreviazione di Hauptbahnhof, letteralmente "stazione principale".

### Bibliografiche
1. ↑  (DE) Eisenbahnatlas Deutschland. Ausgabe 2009/2010, Schweers + Wall, 2009, ISBN 978-3-89494-139-0.